# Negrilești (gmina w okręgu Vrancea)
Negrilești – gmina w Rumunii, w okręgu Vrancea. Obejmuje tylko jedną miejscowość Negrilești. W 2011 roku liczyła 1816 mieszkańców.